# Меланија Трамп
Меланија Трамп (енгл. Melania Trump; девојачки Кнавс; Ново Место, 26. април 1970) словеначко-америчка је бивша манекенка и тренутна прва дама Сједињених Америчких Држава од 2025. као супруга Доналда Трампа, 45. и 47. председника САД. Претходно је била на овом положају од 2017. до 2021. године. Прва је натурализована држављанка која је постала прва дама, друга прва дама рођена у иностранству након Луизе Адамс и друга прва дама католичке вероисповести након Џеклин Кенеди. Такође је друга прва дама у историји, након Френсис Кливленд, која је била на функцији у два неузастопна мандата.
Меланија Кнавс је рођена у Словенији (тада део Југославије) где је почела да ради као манекенка са 16 година. Касније је пословно путовала у Париз и Милано пре него што је емигрирала у САД 1996. године. Наставила је да ради као манекенка на Менхетну, где се 1998. упознала са инвеститором за некретнине Доналдом Трампом. Меланија и Доналд су убрзо почели да се забављају. Радио је на томе да јој нађе више манекенских послова, а она га је подржавала током његове председничке кампање 2000. године. Меланија и Доналд Трамп су се венчали 2005, а следеће године добили су сина Барона. Меланија је већину свог времена посветила Барону током његовог детињства, проводећи мање времена радећи или пратећи свог мужа на догађајима. Покренула је сопствени бренд накита 2009.
Након што је охрабрила Доналда да се кандидује за председника на изборима 2016, Меланија се ретко појављивала у кампањи, одлучивши да помогне Доналду са стратегијом преко телефона. Добила је велику медијску пажњу током кампање када су откривене и објављене еротске фотографије из њених манекенских дана, и поново када је откривено да је говор који је одржала на Републиканској националној конвенцији 2016. плагиран из сличног говора Мишел Обаме. У месецу који је претходио изборима, бранила је свог мужа након објављивања контроверзног снимка његовог разговора о женама, који је изазвао скандал.
Меланија је остала на Менхетну током првих месеци свог мандата прве даме, дозвољавајући Барону да заврши школу, а Меланији да поново преговара о свом предбрачном уговору. Задржала је минималну активност након усељења у Белу кућу; често је остајала у резиденцији уместо у својој канцеларији у Источном крилу, а одржавала је мање догађаја него претходне прве даме. Меланија се суочила са неколико изазова 2018. године, укључујући оптужбе о ванбрачним везама њеног супруга, операцију бубрежне болести и обилазак Африке који је био у сенци скандала. Током свог мандата прве даме, Меланија је давала приоритет проблемима деце, покренувши кампању Be Best за промоцију добробити деце и посетивши бројне дечје болнице. Противила се политици раздвајања мигрантских породица свог мужа и убедила га да прекине са том праксом. Била је блиски саветник свог мужа. У последњим месецима свог мандата, Меланија је подржала тврдње свог супруга о изборној превари на председничким изборима 2020. и углавном је остала ван јавности откако је напустила Белу кућу.

## Младост и образовање
Меланија Кнавс је рођена у Новом Месту, у тадашњој СР Словенији, СФР Југославија, 26. априла 1970. године. Њен отац Виктор Кнавс је прво радио као возач, а касније је продавао аутомобилске делове за државног произвођача возила пошто је успоставио везе са Савезом комуниста Југославије. Њена мајка Амалија Кнавс (девојачки Улчник) радила је као кројачица у фабрици дечје одеће Јутрањка у Севници. У Севници је породица живела у државном стамбеном комплексу Насеље хероја Марока. Меланија има старију сестру Инес и старијег полубрата из очеве претходне везе, Дениса Цигелњака, којег наводно никада није упознала. Њен отац је негирао очинство дечака, чак и након што је судски то потврђено тестом очинства.
Иако је Меланијин отац био члан Савеза комуниста Југославије, који је заступао политику државног атеизма, крстио је своје ћерке као католкиње, што је било уобичајено. Породица је била добростојећа и често су одлазили на одмор у друге делове Европе.
Као дете, Меланија је, као и остала деца радника у фабрици, учествовала на ревијама које су представљале дечју одећу. Текстил је био примарна индустрија Севнице. Ученици су пуштани из школе да би учествовали у ревијама. Меланија је од малих ногу показивала интересовање за моду и почела је да сама кроји и шије одећу, развивши вештину за то тако што је гледала своју мајку како ради. Меланија је била добар ђак и била је постављена за школског благајника.
Када је Меланија била тинејџерка, са породицом се преселила у двоспратну кућу у Севници. Од младости у Словенији, Меланија је била под америчким утицајем: описала је мандат Роналда Регана као почетак нове ере у њеној држави, а појава CNN International-а 1985. омогућила је њеној породици приступ америчким медијима. Меланију је посебно занимало ново излагање светској моди. Похађала је средњу школу за дизајн и фотографију у Љубљани, свакодневно путујући возом од свог родног града до Љубљане и назад. После првог разреда, она и Инес су се заједно преселиле у Љубљану у стан који је плаћао њихов отац. Након што је завршила средњу школу, Меланија се уписала на Факултет за архитектуру, грађевинарство и геодетско инжењерство Универзитета у Љубљани да би даље студирала дизајн. Након неколико месеци је напустила факултет како би се посветила манекенској каријери.

## Почеци манекенске каријере

### Европска каријера
Меланију је открио словеначки модни фотограф Стане Јерко када је имала шеснаест година, након што се бавила манекенством у оквиру активности школе. У то време је желела да буде модни дизајнер, а не манекенка. Меланија је победила на манекенском такмичењу италијанског студија Cinecittà и као награду освојила филмску улогу, али ју је одбила након што јој је продуцент предложио секс. Како је њена манекенска каријера напредовала, Меланија је присвојила алтернативни начин писања свог имена — Мелани(ј)а Кнаус (Melania Knauss). Путовала је Европом да би пронашла посао као манекенка. Осим неколико блиских рођака, није одржавала контакт ни са ким кога је познавала у Словенији. Године 1992. Меланија је проглашена другопласираном на манекенском избору часописа Јана, који је својим трима најуспешнијим такмичаркама обећао међународни уговор. Потписала је са RVR Reclame у Милану, али је напустила организацију неколико месеци касније.
Меланија је провела наредне године путујући Европом ради манекенских послова, укључујући и онај у којем је глумила прву председницу САД 1993. године. Са око 23 или 24 године, Париз јој је постао примарна резиденција. Живела је са цимерком Викторијом Силвстет. Меланија је била модел за модне куће у Паризу и Милану, где је 1995. упознала сувласника Metropolitan Models, Паола Замполија, који је тражио нове моделе по Европи. Замполи, пријатељ њеног будућег супруга Доналда Трампа, постао је једна од ретких особа која је дуго била укључена у Меланијин живот.

### Прелазак у Њујорк
Замполи је позвао Меланију да отпутује у САД, где је рекао да би желео да је представља. Године 1996. Меланија се преселила на Менхетн. У то време, имала је већ 26 година, што је знатно старије од већине амбициозних манекена. Замполи је подстакао Меланију да живи у близини и да се дружи са људима из модне индустрије, и договорио је да дели стан са фотографом Метјуом Атанијаном у Зекендорф кулама на Јунион скверу. Њена кирија је узимана од плате у Замполијевој агенцији. Након што се преселила у САД, враћала се у своју домовину ретко и само на кратко. Водила је здрав начин живота, пажљиво управљајући исхраном, и избегавала је пиће и журке који су често окупирале животе манекена око ње. Није водила активан друштвени живот и излазила је само у ретким приликама. Меланија се појавила на сексуално експлицитном фотографисању за издање Max-а, француског мушког часописа из 1997. са још једном манекенком. Фотографије је снимио фотограф Александар Але де Басевил, а рад је био неплаћен; уместо тога Меланији је обећано излагање у истакнутом часопису. Фотографије су биле углавном заборављене све док их 2016. године није објавио New York Post.
Током првих недеља у САД, њена виза јој није дозвољавала да ради у земљи. Упркос томе, прихватила је десет манекенских послова који су јој донели око 20.000 долара (што у 2023. одговара 39.000 долара). Затим је добила визу H1-B која јој је омогућила да ради. Први велики посао добила је када је позирала за рекламу за цигарете Camel коју је снимила Елен фон Унверт, а која је била истакнута као билборд на Тајмс скверу и објављена у часопису Rolling Stone. Прилика је произашла из закона који је захтевао да огласи за цигарете приказују само појединце старије од 25 година, што је искључило већину младих модела. Када је њен цимер Атанијан напустио Њујорк, Меланија се преселила у стан у близини Парк авеније.

## Брак и породица

### Упознавање Доналда Трампа
У септембру 1998. Замполи је на једној забави упознао Меланију са могулом за некретнине Доналдом Трампом. Доналд је имао пратиљу на догађају, Селину Миделфарт. Када је тражио од Меланије њен број телефона, она га је одбила. Уместо тога, инсистирала је да он њој да свој број. Прошао је њен тест када јој је дао више личних бројева уместо броја канцеларије. Касније је рекла да би била „само једна од жена које он зове” да му је дала свој број. Тачни детаљи о томе када и где се то догодило нису јасни, иако се Kit Kat Club често описује као место где су се упознали.
Недељу дана касније, Меланија је позвала Доналда и отишли су на састанак. Намерно је имала равнодушан став према његовом удварању, знајући да ће то изазвати његово интересовање. Не само да је Доналдова личност била слична оној Меланијиног оца, већ су били сличних година и сличног физичког изгледа. Када су почели да се забављају, Меланија је имала приступ његовој књизи Трамп: Умеће повратка, у којој је детаљно описао шта жели од везе.
Меланија је 8. септембра одржала конференцију за штампу, на којој је причала о својим успесима и рекла новинарима да је „светски позната”, „међу 50 најплаћенијих” манекена на свету и да ће се појавити у филму заједно са Микијем Рорком. Намера је била да се изгради њен профил у ишчекивању још једне, на крају неуспешне, рекламне кампање за цигарете. Ово је било необично понашање за жену која је обично била тиха и професионална, а новинари нису могли да потврде њене тврдње. Трампови су изјавили да су се упознали на Модној недељи у Њујорку убрзо након ове конференције, али према биографкињи Мери Џордан, гласине у индустрији сугеришу да се њихова веза до тада већ развила. Њихова веза је првобитно трајала само неколико недеља. Меланија је оставила Доналда након што је видела његову бившу девојку Кару Јанг како напушта Трамп кулу, али се помирила са њим следеће недеље.

### Веза са Трампом
Доналдова слава и везе су јој дале нове прилике у каријери. Убрзо након смрти Џеклин Кенеди, којој су се Меланија и њена мајка дубоко дивиле, Меланија је упознала породицу Кенеди на једној свечаности. Наставила је да се сусреће са славним личностима док је присуствовала догађајима са Доналдом.
Меланија је наставила своју манекенску каријеру након што је упознала Доналда,  иако је узимала све мање послова како је време одмицало и посветила му је више времена. Године 1999. пар је привукао пажњу након интервјуа са шок-џоком Хауардом Стерном у његовој емисији, у којем им је постављао непристојна сексуална питања. Доналд је често доводио Меланију на састанке како би је показао, хвалећи њену лепоту. Није јој дозволио да учествује у послу, наводећи као разлог сукоб који је имао са својом првом супругом након што јој је дао извршно место.
Доналд је најавио своју кандидатуру за председничку номинацију Реформске партије 7. октобра 1999. године. Меланија је одлучно подржала тај потез. На питање The New York Times-а која би била њена улога ако би Доналд постао председник, Меланија је одговорила: „Била бих веома традиционална, као Бети Форд или Џеки Кенеди”. Меланија је добила велику медијску пажњу док су таблоиди разматрали идеју манекенке као прве даме.
Меланија је била једна од првих манекенки која је регрутована у Доналдову манекенску агенцију, Trump Model Management, након њеног стварања у фебруару 1999. Наредних месеци појавила се у неколико часописа и реклама које су организовали појединци блиски Доналду. Док је Доналд организовао своју кампању, Меланија се појавила у фебруарском издању Sports Illustrated Swimsuit Issue. На слици је била у бикинију поред великог кита на надувавање, а снимање је водио Антоан Верглас, Замполијев сарадник. Убрзо након снимања, Верглас је позвао Меланију да се врати за још један пројекат где је позирала гола у естетици Бондове девојке. Меланија је касније рекла да стоји „поносно иза [свог] голог манекенског рада” у објави на X-у у септембру 2024. године. Доналд је лобирао за њено појављивање у часопису GQ, а њена веза са њим омогућила је да се слика на његовом Boeing-у 727. Слике су представљене у јануарском издању GQ-а 2000. године. У то време, Доналдова умешаност није била позната. Затим се појавила на још једном сексуализованом фотографисању где је позирала у реплици Овалне собе.
У јануару 2000. појавиле су се вести да су Меланија и Доналд раскинули, са опречним причама о томе ко је прекинуо везу. Остали су у контакту и помирили су се неколико месеци касније. Меланија је добила зелену карту 2001. године, што јој је омогућило стални боравак у САД. Уселила се код Доналда у Трамп кулу следеће године. Први пут се појавила у Доналдовој ТВ емисији Шегрт у априлу 2004, када су у једној епизоди такмичари посетили њихов пентхаус.

### Веридба и венчање
Доналд је запросио Меланију 26. априла 2004, на њен рођендан, док су кретали на Мет галу. Он је закључио да је био вољнији да се ожени јер она није инсистирала на браку, и осећао је да је она утицала на успех који је имао током претходних година. Она је такође без проблема потписала његов предбрачни уговор. Неколико месеци пре венчања, Меланија је отпутовала у Париз са Аном Винтур и Андреом Леоном Телијем да пронађе венчаницу; одлучила се за хаљину Џона Галијана. У данима који су претходили венчању, појавила се на насловној страни Vogue-а у својој хаљини.
Доналд и Меланија су се венчали 22. јануара 2005. у цркви Bethesda-by-the-Sea у Палм Бичу на Флориди. Након церемоније уследио је пријем у балској дворани на Доналдовом имању Мар-а-Лаго, који је Меланија планирала са Престоном Бејлијем. Присутне су биле бројне познате личности, укључујући музичаре, спортисте, медијске руководиоце и телевизијске личности. Меланија је имала једну деверушу, своју сестру Инес, која се преселила у Њујорк да би јој била ближе. Меланија је са својим планером договорила све детаље венчања. Допустила је Доналду да одлучује о догађају, али је одбила његов предлог да се венчање преноси на NBC-у.

### Брак и мајчинство
Трампови су имали три резиденције између којих су путовали: Трамп кулу у Њујорку, Трампов национални голф клуб Бедминстер у Њу Џерсију и Мар-а-Лаго на Флориди. Да би имала своје приватно пребивалиште, Меланија је изградила приватну бању на последњем спрату Трамп куле. Као пар, њих двоје нису проводили много директног времена заједно, радије живећи у близини једно другом. Према Доналду, њихова пасивна веза му је одговарала јер је радио и није „желео да иде кући и ради на вези”. Меланија је прихватила елемент трансакције у њиховој вези, иако јој је било стало до Доналда и није сматрала да је спонзоруша. Када је са супругом присуствовала догађајима у Трамповим објектима, често је остајала само неколико минута да би се појавила пре него што би се вратила у приватну резиденцију. Доналд није научио да говори Меланијин матерњи језик, што је рекла да је прихватила јер „није жена која звоца”.
Након удаје за Доналда, Меланија је постала маћеха његово четворо деце: Доналда Трампа Млађег, Ерика Трампа и Иванке Трамп из првог брака са Иваном Зелничковом, и Тифани Трамп из другог брака са Марлом Мејплс. Меланија се посебно повезала са Тифани, која је имала шест година када је Меланија почела да излази са Доналдом, и побринула се да се осећа укљученом међу својом полубраћом и полусестрама. Када је сама Меланија затруднела, то је било нашироко пропраћено у медијима. Ово је укључивало њено друго појављивање на насловној страни Vogue-а, на којем је приказано њено трудно тело у бикинију и отвореном капуту. Меланија је провела месеце са сестром и родитељима, који су је посећивали током целе трудноће. Такође је надгледала изградњу собе за бебу у Трамп кули. Имала је бејби туш у продавници играчака FAO Schwarz, али је инсистирала да играчке и поклони које је добила буду донирани дечјој болници.
Меланија и Доналд су 20. марта 2006. добили сина Барона Вилијама Трампа. Меланија му је одабрала средње име, а Доналд прво име. Доналд је раније користио име Барон као псеудоним када се представљао као свој агент за односе с јавношћу. Након што је Барон рођен, Меланија је била активна у његовом животу и сходно томе проводила мање времена на догађајима са својим мужем. Доналд јој је јасно ставио до знања да, ако добију дете, неће бити активно укључен у његов живот. Меланија је касније рекла да одобрава ово, наводећи да „није желела да он мења пелене или ставља Барона на спавање”. Избегавала је коришћење дадиља, са неколико изузетака у Бароновим најмлађим годинама, инсистирајући да га сама одгаја. Ова смањена друштвена активност значила је да је Доналд поново почео да се удвара супермоделима, због чега се Меланија осећала непријатно. Према биографкињи Мери Џордан, Меланија није знала за жене које су касније навеле да су имале ванбрачне везе са њим.
Меланија је остала ван јавности након рођења детета, осим повременог добротворног рада и појављивања у реклами за осигуравајуће друштво Aflac. Постала је држављанка САД 28. јула 2006. године. Затим је спонзорисала своје родитеље користећи процес „ланчане миграције” који је њен муж касније више пута критиковао. Меланија и Барон имају и америчко и словеначко држављанство. Проводећи већину свог времена у Трамповим резиденцијама, Меланија је ретко имала друштво осим родитеља и сина.

## Пословни подухвати
Како је њен син растао, Меланија је имала више времена за друге активности. Своје име, Меланија (Melania) 2009. је заштитила као бренд накита, који је користила за продају јефтинијих комада накита на QVC-у. Намерно није користила презиме Трамп у свом бренду, исправљајући новинаре који су га назвали Melania Trump. Сама је цртала дизајне, који су били засновани на три места у којима је живела: Њујорку, Палм Бичу и Паризу. Током наредних година, издала је додатне колекције Melania, и сваки пут су биле распродате.
Меланија је затим развила линију производа за негу коже натопљених кавијаром под брендом Melania Marks Skincare 2011. године. Бренд никада није лансиран. То је довело до правног случаја када је компанија која продаје производе, New Sunshine, претрпела промене у менаџменту и поништила уговор. Компанија је тврдила да је један извршни директор дао по њих непољовни уговор Трамповима зато што је био породични пријатељ. Спор је одлучен у Меланијину корист, а износ који јој је требао бити исплаћен је договорен ван суда. Она је првобитно тужила компанију за 50 милиона долара изгубљеног прихода.

## Председничка кампања Доналда Трампа 2016.

### Лични живот током кампање
Меланија је била та која је коначно убедила Доналда да се кандидује за председника на изборима 2016, рекавши му да или то уради или да престане да прича о томе. Када је кампања почела, Меланија је јасно ставила до знања свом мужу да неће бити натерана да учествује у кампањи или присуствује догађајима, и да ће се појављивати само када то жели. Касније је играла релативно малу улогу у кампањи, што је било нетипично за супружнике председничких кандидата од почетка 20. века. Објашњавајући своје одсуство, навела је потребу да остане код куће са својим сином Бароном. Кампања је ипак променила њену свакодневну рутину, јер је морала да води рачуна о повећаној безбедности када је путовала и није могла да објављује о својим активностима онлајн у реалном времену. Некада активна корисница Instagram-а и Twitter-а, постала је мање активна на својим налозима на друштвеним мрежама када је кампања почела.
Док су многи сумњали у Доналдове шансе за место председника, укључујући и његов ужи круг, Меланија је веровала да ће победити. За разлику од Доналдових саветника, Меланија га је охрабривала да следи своје инстинкте и каже оно што сматра да треба да каже, с тим што јој се није допадала његова употреба вулгарности. Пажљиво је анализирала кампању од куће, пратећи анкете и посматрајући како њен муж комуницира са својим противницима. Редовно је разговарала с њим преко телефона током кампање, укључујући разговоре после сваког митинга у којима је давала искрену оцену тога какав је био.

### Укљученост у кампању
Меланијина манекенска каријера била је предност током кампање, јер је била спремна за фотографе и није морала да ангажује модног консултанта. Од ње се као манекенке захтевало да буде промишљена у свим својим покретима, укључујући како стоји и хода. Презирала је што су је у кампањи називали стидљивом, рекавши да је то утисак који преносе људи који су је само накратко упознали и желе својих „5 минута славе”. Меланијина прва обраћања у новембру 2015. и фебруару 2016. била су подстакнута од стране Доналда који ју је позвао да каже нешто публици. Оба пута је рекла само неколико реченица. Њен први заказани говор током кампање одржан је тек у априлу 2016.
Кампања је наводно желела да Меланија буде активнија, пошто је била у јединственој позицији да хуманизује Доналда и да указује на Амерички сан из перспективе имигранта. Хоуп Хикс је била главна веза у кампањи са Меланијом, омогућавајући све наступе које је желела да направи. Меланија је веровала Хиксином расуђивању и дозволила јој да одмери важност датог појављивања. Њена ретка појављивања довела су је у колебљиве државе где је њеном мужу била потребна додатна подршка, а њени говори су славили његове личне особине уместо политике.
Меланија је била укључена у процес избора потпредседника, саставши се са главним кандидатима, а њено одобравање Мајка Пенса допринело је његовом избору. Одлучујући фактор, по њеном мишљењу, био је то што Пенс није био тако амбициозан као остали кандидати и неће настојати да поткопа Доналда.

### У медијима
Нападна реклама против Трампових коју су створиле присталице Доналдовог противника Теда Круза, са Меланијином голом фотографијом из GQ-а и натписом „Упознајте Меланију Трамп. Вашу следећу прву даму. Или бисте могли да подржите Теда Круза у уторак”, појачала је супарништво између два кандидата за председничког кандидата Републиканске странке 2016. Још голих Меланијиних слика објављено је на насловној страни New York Post-а у јулу 2016. Слике нису имале већег утицаја на кампању, пошто је Меланија виђена као жртва, али су биле понижавајуће и наредна два месеца је провела далеко од јавности.
Меланија је 18. јула 2016. одржала говор на Републиканској националној конвенцији. Контроверза се појавила након што је постало очигледно да је параграф говора плагиран из говора Мишел Обаме на Демократској националној конвенцији 2008. године. Када је питана о томе, Меланија је рекла да је сама написала говор „са што је мање помоћи било могуће”. Упркос политичким кампањама које су обично имале неколико људи да прегледају такве говоре, нико у Трамповој кампањи није прегледао говор. Доналд је био бесан на своје сараднике и сматрао је да је изневерио Меланију, док је Меланија сматрала да је она сама изневерила кампању кроз скандал. То је био једини велики говор који је одржала током кампање. Два дана касније, Трампова штабна списатељица Мередит Макајвер је преузела одговорност, рекавши да је дошло до неспоразума када је Меланија прочитала одломке Обаминог говора као примере. Говор је такође укључивао ретку изјаву о њеној прошлости, описујући њену породицу у Словенији и рану манекенску каријеру. Након што је одржала говор, Меланија је остала ван јавности све док се није приближио дан избора.

### Снимак
Дана 7. октобра, месец дана пре избора, процурио је аудио снимак снимљен 2005. године, убрзо након Меланијиног и Доналдовог венчања, и на њему се чује Доналд који даје контроверзне изјаве о свом понашању према женама. Непосредно након објављивања, главна брига кампање била је Меланијина реакција. Доналду је било потребно два сата да би отишао да види Меланију. На њиховом састанку, Меланија му је наводно рекла: „Сада би могао да изгубиш, могао си да нам упрскаш ово”, а затим је напустила просторију након што се он извинио. Године 2024, бивши лични саветник њеног супруга, Мајкл Коен, сведочио је током суђења против Доналда да му је Доналд приватно рекао да је Меланија сугерисала да би најбоља стратегија одговора кампање била да окарактерише разговор на снимку као „мушки разговор”.
Меланија се држала на дистанци од њега, љута што је он својим коментарима можда окончао кандидатуру и чекала је један дан пре него што је дала коментар. Одбила је захтев кампање да се појави уз Доналда као контрола штете, одлучивши да ће одговорити на свој начин. Такође је одбила да седи поред њега током његовог снимљеног извињења, као што су супружници политичара често чинили у овим ситуацијама. Меланија је објавила саопштење у ком је рекла да на снимку није приказан „човек којег познајем” и рекла је да су они који су га оптужили за сексуално недолично понашање лажови. Меланија је добила знатно више пажње од стране штампе након инцидента и била је фрустрирана сажаљењем које је добила. Неколико дана касније, присуствовала је председничкој дебати носећи кошуљу са машном (pussy bow), што је изазвало широке спекулације о њеној намери (пошто су коментари њеног мужа на снимку Access Hollywood укључивали „Ухватиш их за мацу” (енгл. Grab them by the pussy) – при чему је маца сленг за вагину). Након што је гласала, Меланија је већину изборног дана провела са родитељима у Трамп кули, док је остатак породице водио кампању у последњем тренутку.

## Прва дама САД (2017—2021)

### Прва дама на Менхетну
Након Доналдове инаугурације као председника 20. јануара 2017, Меланија је најавила да се неће преселити у Вашингтон са њим, већ да ће остати на Менхетну како би Барон могао тамо да заврши школску годину. То јој је такође омогућило да свог сина уводи у Белу кућу постепено како га не би узнемирила. У том периоду, Меланија је преговарала о новим условима за свој предбрачни уговор са Доналдом како би одразио промене у њиховим животима од када је потписан и како би обезбедила да Барон добије одговарајуће наследство.
Меланија је била друга жена рођена у иностранству која је носила титулу прве даме (после Луизе Адамс, која је рођена у Енглеској), а такође је била прва натурализована држављанка која је носила ту титулу. Рекла је да поред матерњег словеначког говори и енглески, италијански, француски и немачки језик, али је у јавности говорила само енглески и словеначки. Била је и друга прва дама САД која је католкиња, после Џеклин Кенеди.
Меланијино одсуство из Беле куће изазвало је спекулације да ће њена пасторка Иванка служити као вршилац дужности прве даме. Како је време пролазило, чланови особља администрације, попут њене помоћнице Стефани Винстон Волкоф, постали су незадовољни Меланијиним одсуством, јер је то остављало утисак брачних проблема и спречавало је да врши смирујући утицај на председника. Такође је изазвала негодовање многих људи у Њујорку, који су се претежно противили Трамповима, због трошкова и саобраћајних проблема узрокованих присуством Тајне службе. Сама Тајна служба се такође суочила са логистичким проблемима због учесталих одлазака у Њујорк. Међутим, постојање детаља Тајне службе за Меланију није представљало велику прилагодбу, пошто је годинама била око тима обезбеђења свог мужа. Добила је кодно име Тајне службе „Муза”, како би се слагало уз председниково „Могул”. То што је прва дама имало је још једну ману за Меланију, јер се од ње очекивало да говори о озбиљним темама као што је имиграциона политика и што је имала мало контроле над начином на који су рађени њени медијски наступи, што је било другачије искуство него оно које је имала као манекенка.
Када је објављена веб-страница Беле куће Трампове администрације, Меланијини биографски подаци изазвали су контроверзу јер су наводили њен посао са накитом. Иако је већ престала са радом, критичари су тврдили да је то био покушај да се промовише њен посао државним ресурсима. Још једна тврдња о покушају да профитира од своје улоге прве даме појавила се у фебруару, када је тужила Daily Mail за клевету након што су 2016. навели да је радила за ескорт агенцију. Тужба је првобитно била за изгубљене каријерне прилике, али је то промењено у душевну бол када је добила питања о томе зашто је очекивала да ће имати каријерне прилике као прва дама.
Меланија је 8. марта 2017. била домаћин свог првог догађаја у Белој кући — ручка за Међународни дан жена. Она је публици жена говорила о свом животу као имигранткиње и о раду на родној равноправности у земљи и иностранству, истичући улогу образовања као оруђа против неједнакости полова. Трампови су посетили Ватикан у мају 2017. Како је Меланија била у посети као католкиња, папа Фрања је благословио њене бројанице, а она је положила цвеће на ноге статуе Богородице у ватиканској дечијој болници Бамбино Гесу.
Прву велику пажњу јавности Меланија је добила након инцидента у мају 2017. док су Трампови били у посети Израелу. Доналд је заборавио да је Меланија била поред њега када је шетао са премијером Бенјамином Нетанјахуом и она је заостала из групе. Понижена, ударила му је руку када је посегнуо иза себе да је ухвати. Ово је био први пут да је медијско извештавање о Меланији приметило њену независност.

### Запослени Источног крила
Недостатак именовања запослених у Источном крилу током првих месеци Трампове администрације (што је обично у домену прве даме) довео је до стварања заосталих захтева за посету. У фебруару је примљено неколико запослених у Кабинет прве даме: Ана Кристина Никета Лојд као социјална секретарка, Линдзи Рејнолдс као шеф кабинета прве даме, Там Каналихам као њен декоратер, Стефани Винстон Волкоф као помоћница прве даме и Стефани Гришам као директорка комуникација. Меланија је задржала главну цвећарку коју је поставила Мишел Обама, Хеди Гафаријан. Главног послужитеља именованог под Обамином администрацијом, Анџелу Рид, заменио је запосленик Trump International Hotel-а Тимоти Харлет, прекршивши норму главног послужитеља који служи под вишеструким председништвима. Ридова је била углавном непопуларна међу особљем, а њено отпуштање је донело Меланији њихове симпатије.
Кабинет прве даме остао је мали у односу на оне њених претходница. То је делом било зато што није желела да запослени говоре у њено име. Уместо тога, сама је одговарала на своје преписке. Меланија је имала репутацију у Белој кући да „не драми” и да се добро односи према особљу. Према речима менаџера кампање њеног мужа, Корија Левандовског, њено особље је било „100 посто одано њој”. Меланија је са својим запосленима имала близак однос пун поверења и била је заштитнички настројена према њима када би дошло до сукоба. Пре усељења, Меланија је радила са Каналикамом на преуређењу Беле куће, као што то обично раде прве даме. Заменила је већину декора из Обамине ере, и као и Обаме, Трампови су то платили из свог џепа уместо да користе додељена средства.

### Живот у Белој кући
Меланија и њен син Барон уселили су се у Белу кућу 11. јуна 2017. године. Као и пре, Меланија и Доналд су одлучили да спавају у одвојеним спаваћим собама. У својој првој години на месту прве дане, Меланија је одржала само осам говора, у поређењу са 74 говора Мишел Обаме и 42 говора Лоре Буш. Уместо честих јавних појављивања, своје активности је преносила путем видео записа. Већина Меланијиних појављивања као прве даме 2017. била је на Менхетну и Вашингтону, а обично је говорила о проблемима жена и деце.
Након пресељења у Белу кућу, Меланија је одлучила да већину свог времена проводи у приватним одајама, управљајући запосленима Беле куће одатле уместо из канцеларија прве даме у Источном крилу. Надгледала је рестаурацију неколико просторија у згради, укључујући куглану у подруму Беле куће и фризерски салон прве даме. Држала је једну канцеларију, коју су помоћници звали „соба за плен”, у којој је чувала ситнице које је сакупљала док је била прва дама. Да би се прилагодила Бароновим фудбалским тренинзима, поставила је мрежу на терену Беле куће и унајмила му тренера. Барон је остао Меланијин главни приоритет док је била прва дама; она је радила на томе да га ослободи од политике до те мере да су је запослени називали „Заштитница”. Чак и по доласку у Белу кућу, Меланија је сваке године доста времена била одсутна, посећујући Мар-а-Лаго током великих празника и током многих викенда.
Меланија се лично укључила у украшавање и планирање у Белој кући. Била је детаљна у погледу тога како су ствари биле осмишљене и уређене кад год су догађаји били планирани, али се понашала мирно и опуштено када би догађај почео. Кад год би неки страни достојанственик стигао у Белу кућу, Меланија је у Плавој соби ручала или пила чај са супружником достојанственика. Када је бирала који ће председнички порцелан да користи, Меланија је често бирала порцелан Клинтонове администрације са златним везом. Одржавала је догађаје ређе од својих претходница; обично три или мање догађаја недељно и сви су били краћи од сат времена. Међу њеним најамбициознијим пројектима било је планирање божићних украса Беле куће 2018. Удаљавајући се од традиционалног дизајна, испунила је Источну колонаду црвеним стаблима са брусницама постављеним на зеленом тепиху. Дизајн је био исмејан, што је Меланија приписала личном укусу.
Да би заштитила коришћење свог имиџа и одржала приход, Меланија је лиценцирала фотографије из манекенских дана преко Getty Images. То јој је омогућило да изабере како ће их користити новинари, а за сваку употребу добијала је хонораре. Канцеларија за владину етику је известила да је 2017. зарадила од 100.000 до 1.000.000 долара хонорара, иако друге процене износе преко 10.000.000 долара.
У оквиру својих службених дужности, Меланија је била почасни председавајући Центра сценских уметности Џон Ф. Кенеди. Због политичких тензија са уметничким заједницама, у почетку није била активна у тој улози. Први пут се појавила у Кенеди центру 2019. године.

### Изазови почетком 2018.
Скандал је избио у јануару 2018. када се тврдило да је Доналд имао ванбрачну везу са порнографском глумицом Сторми Данијелс. Речено је да се афера догодила у јулу 2006, након венчања Доналда и Меланије и рођења њиховог сина. Меланијини јавни наступи постали су ређи након што су се вести појавиле и отказала је неколико догађаја на којима је требало да присуствује са својим мужем. Ово је укључивало Говор о стању нације 2018. где је Меланија донела јединствену одлуку да се вози одвојено од Доналда на путу до тамо. Мајкл Коен, који је организовао заташкавање наводне афере, изјавио је да највише жали што је лагао Меланију, рекавши да она то није заслужила. Следећег месеца, обелодањена је прича о другој афери 2006. са манекенком Карен Макдугал. За Меланију, најгоре је било то што је осећала да ју је Доналд јавно понизио.
Меланија је у априлу 2018. сазнала да има болест бубрега и рекла је то само родитељима, мужу и сестри. Започела је лечење у Националном војно-медицинском центру Волтер Рид 14. маја. Иако је њен муж желео да јој се придружи, његово присуство би ризиковало да штампа открије њено стање. У званичном саопштењу се наводи да је подвргнута емболизацији, минимално инвазивној процедури којом се намерно блокира крвни суд. Саопштење је дато након што је процедура завршена без компликација. Меланија се опоравила у болници у наредних пет дана. Продужени боравак довео је до лажних гласина и теорија да се подвргла пластичној хирургији. По изласку из болнице наставила је да се држи ван очију јавности до почетка јуна. До тада, председник се већ излануо да је операција била озбиљнија него што је првобитно сугерисано.
Људи у Меланијином окружењу приметили су да је постала генерално срећнија до средине 2018. До тада, постигла је повољнији брачни споразум који је обезбедио да ће Барон добити одговарајуће наследство. Њен јавни положај и утицај који је имала на политичку каријеру свог мужа дали су јој предност у преговорима. После неколико месеци проблема, Меланија је добила похвале за велики бели шешир прављен по мери, који је носила током посете француског председника Емануела Макрона. Меланијини родитељи су 9. августа 2018. добили америчко држављанство. Ово је оживело оптужбе о лицемерју Трампових, пошто је Доналд говорио против процеса ланчане миграције који је омогућио Меланијим родитељима да уђу у САД.

### Обилазак Африке 2018.
У октобру 2018. Меланија је обишла Африку без Доналда, посетивши Гану, Малави, Кенију и Египат. Проводила је већину времена са децом у школама, сиротиштима и болницама. Путовање је искористила да рекламира хуманитарни рад који је спровела Агенција САД за међународни развој, што је довело у питање намеру њеног мужа да смањи финансирање агенције. Меланија је такође примила критике због својих модних избора; прилика за фотографисање испред Велике сфинге у Гизи сматрана је експлоатацијом, а тропски шлем који је носила у Кенији критикован је због повезаности са колонијализмом у Африци. На ове критике, одговорила је да би људи требало да обрате више пажње на њене поступке уместо на њену одећу. Перцепција путовања се погоршала када је на критике одговорила да је „најмалтретиранија особа на свету”.
Током Меланијиног обиласка Африке, дешавали су се сукоби између њеног тима и Мире Рикардел, заменице саветника за националну безбедност. Члан Рикарделиног особља је избачен из авиона прве даме на лету за Африку да би се направило места за новинара, а Рикардел је касније постала мање сарадљива у пружању логистичких информација потребних за обилазак. По повратку, Рикардел је дала потпуно негативан извештај о Меланијином особљу, описујући их да својим забавама срамоте Белу кућу. Меланија се два пута жалила председнику, али ништа није предузето одмах. Следећег месеца, Канцеларија прве даме издала је званичну изјаву у којој је позвала да Рикардел буде смењена са своје функције. Јавно коментарисање нечег таквог било је преседан за прву даму. Нико у администрацији није унапред обавештен о тој изјави, укључујући и председника. Рикардел је отпуштена следећег дана. Спор око путовања настао је између Меланије и Иванке неколико месеци касније, када је Иванка сама отпутовала у Африку. Меланија је осетила да се Иванка, отишавши на тако сличан пут, мешала у улогу прве даме.

### Политички утицај
Меланија је била једина особа изузета од критика и неповерења које је Доналд упутио онима око себе у Белој кући. Веома је ценио њено мишљење, често се слагао са њом када би га дала до знања и ценио је њену оданост јер није тражила пажњу јавности за себе. Меланија је веровала да није њена дужност као прве даме да сама заузима политичке позиције, већ само да саветује Доналда у вези са његовим. Она је била једина особа међу онима око њега која је могла директно да га критикује без последица. Доналд је често тражио њено мишљење о питањима о којима је размишљао или о људима са којима је комуницирао, позивајући је телефоном када није била у истој просторији.
Меланија је обраћала велику пажњу на медијско извештавање током Доналдовог мандата, дајући своје предлоге о томе шта би одржавало његов имиџ. Такође је давала савете како да позира за слике и давала му предлоге како да се креће. Природа њихове везе омогућила је Меланији да занемари Доналдово ератично понашање, пошто је дуго веровала да нема сврхе покушавати променити нечију личност, посебно њеног мужа.
Меланија је имала утицај на сараднике свог мужа. Доналд је понекад отпуштао појединце по њеном савету. Добробит деце јој је предмет интересовања, а током свог мандата прве даме рутински је посећивала дечије болнице. Према њеном биографкињи Кејт Бенет, интеракција са децом је једна од ретких ствари због којих Меланија одступи од свог уобичајеног стоичког држања. Њено залагање је било главни фактор у одлуци њеног мужа да забрани електронске цигарете са укусом воћа. Отприлике годину дана од почетка свог мандата, Меланија је ангажовала Регана Томпсона као политичког саветника, иако је у то време тек требало да усвоји икакве званичне иницијативе.

#### Политика раздвајања породица
Меланија је отворено критиковала мужевљеву политику одбијања азила на граници између Мексика и САД 2018. године, где су деца била одвојена од родитеља. Њен званични став је био да мрзи да види раздвојене породице и да се нада успешној реформи имиграције. Ван јавности, јасно је ставила до знања председнику своје противљење и утицала на његову одлуку да оконча праксу. На снимцима процурелим 2020. Меланија се чује како брани неке од пракси, изражавајући тугу због раздвајања породица, али доводи у питање валидност захтева за азил и одбацује забринутост да су деца држана у лошим условима.
Меланија је била узнемирена када је њена пасторка Иванка почела да добија заслуге што је променила председниково мишљење по том питању. Одлучила је да сама посети границу, игноришући бриге свог мужа да ће задржати пажњу медија на граници и потребу да унапред обавести Тајну службу да планира путовање. На границу је стигла 21. јуна, где је посетила установе за раздвајање породица у Тексасу и присуствовала округлом столу са лекарима, медицинским особљем, социјалним радницима и другим стручњацима у склоништу за децу Upbring New Hope. На путу до граничног објекта изазвала је контроверзу носећи јакну на којој је писало: „Стварно ме није брига. А тебе?” (енгл. I really don't care. Do u?). Након много спекулација о поруци јакне, укључујући критике да је можда изражавала равнодушност према породицама раздвојеним на граници, Меланија је изјавила да је јакна била усмерена на људе и медије који је критикују. Јакна је доминирала медијским извештавањем о њеној посети.

### Кампања
Меланија је 7. маја 2018. одржала конференцију за штампу у ружичњаку Беле куће како би најавила своју званичну јавну иницијативу као прва дама — кампању подизања свести Be Best. Иницијатива је створена да подржи добробит деце, да се залаже се против дигиталног насиља и спречи злоупотребу опијата. Назив иницијативе изазвао је подсмех у штампи због своје граматичке структуре. Уместо стварања нових програма попут претходних пројеката првих дама, Be Best је промовисао постојеће иницијативе и организације које су радиле на наведеним циљевима. Јавна свест о иницијативи је остала на ниском нивоу и често се сматрала искључиво кампањом против дигиталног насиља.
Кампања Be Best изазвала је критике због уоченог лицемерја — Меланијина кампања се борила против дигиталног насиља, док је њен муж познат по нападању људи на друштвеним мрежама. Чак ју је и Доналд упозорио пре почетка кампање да би контраст могао да изазове критике. Она је признала неслагање, али је инсистирала да ће наставити јер је сматрала да је циљ племенит. Ово је привукло више пажње 2019. када је председник на Twitter-у критиковао тинејџерку Грету Тунберг, еколошку активисткињу са дијагнозом у спектру аутистичних поремећаја. То се десило неколико дана након што је Меланија критиковала Памелу Карлан због помињања Барона у говору против председника. Канцеларија прве даме је одговорила да супружници могу имати различите стилове комуникације и поручила да Барон није „активиста који путује светом држећи говоре”.

### Ковид 19 и председничка кампања 2020.
Меланија је извршила велику реорганизацију свог кабинета у априлу 2020. у ишчекивању кампање за реизбор свог супруга. Именовала је Маршу Ли Кели за свог вишег саветника и Ему Дојл за политичког саветника. Меланијин шеф кабинета Линдзи Рејнолдс је смењена; њене одговорности припале су Меланијином директору комуникација, Стефани Гришам. Меланија је постала активна у кампањи свог мужа током председничких избора 2020, што је био јак контраст у односу на њену активност 2016. године.
Када је почела пандемија ковида 19, Меланија је критикована због промовисања пројекта реновирања Беле куће. Озбиљније је схватила тему након што је започело затварање, користећи свој налог на Twitter-у да подстакне физичко дистанцирање током пандемије и промовише званичне медицинске савете. Већина тога што је објављивала било је у директној супротности са оним што је њен муж објављивао, пошто је он одговарао пратиоце од многих од препоручених пракси.
Дана 1. октобра 2020. Меланијина бивша саветница Стефани Винстон Волкоф објавила је аудио снимке на којима је Меланија давала вулгарне изјаве о свом имиџу и улози прве даме. На снимцима је осудила медије што нису позитивно извештавали о њој, питала се зашто људи желе да говори против свог мужа када подржава његову политику и изразила фрустрацију због одговорности да надгледа божићно украшавање Беле куће. На снимцима је споменула и своју јакну „Стварно ме није брига. А тебе?”, признајући да ју је носила да иритира либерале. Винстон Волкоф је објавила снимке заједно са књигом Меланија и ја. Министарство правде је у октобру 2019. поднело тужбу против Винстон Волкоф, наводећи кршење уговора о поверљивости података, али је она одбачена у фебруару 2021. под Бајденовом администрацијом. У септембру 2022. године, Меланија је у интервјуу за Breitbart News рекла да су аудио снимци стратешки монтирани тако да људи поверују да јој дужности у Белој кући нису биле важне.
Упркос Доналдовом поразу на изборима 2020, Меланија је окончала свој мандат подржавши његову лажну изјаву да је он био легитимни победник избора. Последњих месеци у Белој кући, престала је да посећује своју канцеларију у Источном крилу и остала је у резиденцији. Њен фокус у то време био је на састављању фото-албума украшавања и реновирања које је надгледала током свог мандата. Меланија је руководила фотографисањем у Белој кући када се догодио јуриш на Капитол САД 6. јануара 2021. и тада није дала никакав коментар. Касније је рекла да би коментарисала да је била „потпуно обавештена о свим детаљима”. Њена директорка комуникација Стефани Гришам је касније изјавила да је послала Меланији текстуалну поруку у којој је тражила да да изјаву којом осуђује насиље, а када се то није догодило, дала је оставку. Меланија је 18. јануара објавила опроштајни видео у којем је од америчког народа тражила да поштује принципе њене кампање Be Best. Није контактирала долазећу прву даму Џил Бајден да би јој обезбедила традиционални обилазак Беле куће, али је, ипак, испоштовала традицију остављања писма долазећој првој дами.

## Накнадне активности (2021—2025)
Након што су Трампови напустили Белу кућу, Меланија се вратила у Мар-а-Лаго, где је могла да живи избегавајући пажњу јавности. Задржала је једног саветника из Беле куће, Маршу Ли Кели. Меланија је остала у контакту са својом наследницом Џил Бајден и слале су једна другој рођенданске честитке. Откако се завршио њен мандат прве даме, Меланија је повремено држала плаћене јавне наступе, основала програм стипендирања деце из хранитељских породица и исковала линију незаменљивих токена на тему Апола 11 који нису били у складу са Насином политиком употребе имиџа. У новембру 2023. Меланија је присуствовала парастосу бившој првој дами Розалин Картер.
Меланија је остала ван очију јавности током појављивања свог мужа на суду и његове кандидатуре на председничким изборима 2024. године, ограничавајући догађаје током кампање на две акције прикупљања средстава за организацију Log Cabin Republicans. Постала је „видљивија” у јулу 2024. давањем саопштења након покушаја атентата на њеног мужа и појављивањем на Републиканској националној конвенцији 2024, где је одбила позив да говори, чиме је постала прва супруга кандидата која није говорила на конвенцији откако је Барбара Буш започела традицију. Истог месеца, Меланија је објавила намеру да изда мемоаре, под називом Меланија. Изазвала је контроверзу међу Републиканцима уочи објављивања књиге када је објавила своју подршку праву на побачај. Доналд је поново изабран за председника у новембру 2024.

## Прва дама САД (2025—данас)
Након друге инаугурације њеног супруга, Меланија је постала друга прва дама која је два неузастопна пута била на тој функцији, после Френсис Кливленд.

## Слика у јавности
Меланија ограничава своје интеракције са јавношћу, па је јавна слика о њој под јаким утицајем спекулација. Радила је на заштити своје приватности као прва дама, а њеном особљу је наложено да не одговара на питања о томе где се налази у одређеном тренутку. Уз ограничене информације, коментатори су је приказали као невољног сапутника свог мужа или као жену која нема самосталност. Неколико инцидената током мандата њеног мужа довело је до гласина да има тајну нетрпељивост према свом мужу, као што је одлагање пресељења у Белу кућу и оптужбе да је починио прељубу. Гласине су довеле до популарне употребе хаштага #FreeMelania (срп. Ослободите Меланију) од стране оних који су им веровали. Иако јој се није допадала замисао да је људи виде као беспомоћну, Меланији је кампања била забавна. Ово је постало мање уобичајено до 2020. године јер је постала све више повезана са улогом прве даме. Јавност је често види као хладну, иако је људи који комуницирају с њом описују супротно.
Као и код претходних првих дама, Меланијино облачење је било под великим пажњом, а посебно скупи комади су критиковани. Њена одећа је била под лупом више него претходних првих дама због њене манекенске прошлости и брака са милијардером. Сама је куповала одећу, али су јој помагали дизајнер Ерве Пјер, фризер Мордекај Алвоу и шминкерка Никол Бирл. Када се припремала за говоре, посвећивала је више пажње свом физичком изгледу него садржају или излагању говора, за шта су њени сарадници сматрали да утиче на њену способност да промовише своје циљеве. Упркос њеном искуству у моди, није јој се свидело што је то био тако важан аспект медијског извештавања о њој као првој дами.
Меланију је америчка јавност видела као прву страну прву даму. Једина друга прва дама која је рођена ван САД, Луиза Адамс, имала је оца Американца. То што је америчка прва дама жена из Словеније, постала је тачка националног поноса у Словенији, и дало је нацији осећај препознатљивости на светској сцени. Меланијин родни град Севница развио је малу туристичку индустрију око ње, а роба на тему Меланије била је честа током њеног мандата прве даме. Ови предмети никада нису користили Меланијино пуно име, замењујући га са „прва дама” или „М”, пошто она штити своја права личности.
Током председничких избора 2016. године, Меланија је постала једини супружник кандидата од почетка анкетирања 1988. да има рејтинг неодобравања већи од рејтинга одобравања. Њен рејтинг је био 36 или 37% у месецима који су претходили доласку на место прве даме у јануару 2017, али је порастао на 57% у анкети CNN-а у априлу 2018. након што је добила симпатије јавности због навода да ју је муж варао. Меланија је завршила свој мандат 2021. као најмање популарна прва дама од почетка анкетирања, са рејтингом од 42%. Више анкета током њеног мандата прве даме показало је да је најпопуларнији члан породице Трамп.
У децембру 2020. Истраживачки институт при Колеџу Сијена објавио је студију у којој су анкетирани научници и историчари о њиховим проценама америчких првих дама. Била је то пета таква студија првих дама коју је Институт спровео од 1982. и прва у којој се појавила Меланија. Она је рангирана као најгора од 40 америчких првих дама узетих у обзир, добивши најниже оцене у свим категоријама.